# Macon (Georgia)
Macon ist eine Stadt im US-Bundesstaat Georgia und Sitz von Bibb County. Das U.S. Census Bureau ermittelte bei der Volkszählung 2020 eine Einwohnerzahl von 157.346.
Die Stadt wurde 1823 gegründet und nach Nathaniel Macon benannt, der von 1791 bis 1828 Mitglied im US-Kongress war. Indianische Ureinwohner legten in der Nähe der Stadt Erdwälle an, die heutzutage im Ocmulgee National Monument liegen. Zur Produktion gehören Textilindustrie, Porzellanverarbeitung und Ausrüstungsteile für die Luftfahrt. Im Süden der Stadt befindet sich ein Luftwaffenstützpunkt („Warner Robins“). Im Amerikanischen Bürgerkrieg war Macon während des Georgia-Feldzuges von General William Tecumseh Sherman Zufluchtsort für Flüchtlinge.
2014 fusionierte die Stadt Macon mit dem Bibb County und bildete ein consolidated city-county, das seitdem gemeinsam verwaltet wird. Die Stadt ist der Mittelpunkt der Metropolregion Macon.

## Verkehr
Der Middle Georgia Regional Airport befindet sich 14 km südlich der Stadt.

## Partnerstädte
- Mâcon, Frankreich
- Elmina, Ghana
- Kurobe, Japan
- Uljanowsk, Russland
- Gwacheon, Südkorea
- Kaohsiung, Republik China (Taiwan)

## Söhne und Töchter der Stadt
- Wyatt Aiken (1863–1923), Politiker
- Jason Aldean (* 1977), Country-Musiker
- A. Binion Amerson (1936–2017), Arachnologe, Ornithologe und Ökologe
- Tina McElroy Ansa (1949–2024), Journalistin und Schriftstellerin
- Luke Askew (1932–2012), Schauspieler
- William Shepherd Benson (1855–1932), Admiral
- Emmett Berry (1915–1992), Jazz-Trompeter
- William Holmes Borders (1905–1993), US-amerikanischer Geistlicher und Bürgerrechtler
- Thomas N. Burnette (1944–2019), Generalleutnant der United States Army
- Sonny Carter (1947–1991), Astronaut
- L. H. Chappell (1853–1928), Politiker
- Blake Clark (* 1946), Schauspieler
- Claudine Clark (* 1941), Rhythm-and-Blues-Musikerin
- Randy Crawford (* 1952), Jazz- und Soulsängerin
- David P. Currie (1936–2007), Rechtswissenschaftler und Hochschullehrer
- Bascom Deaver (* 1930), Physiker
- Melvyn Douglas (1901–1981), Schauspieler
- Bud Dupree (* 1993), American-Football-Spieler
- Allan Evans (1941–2018), Opernsänger
- Nancy Grace (* 1959), Fernsehjournalistin und -moderatorin
- James Augustine Healy (1830–1900), katholischer Bischof von Portland
- Michael A. Healy (1839–1904), Offizier des Revenue Cutter Service
- Lucille Hegamin (1894–1970), Blues-Sängerin
- Sam Hennings (* 1950), Schauspieler
- Tony Hollings (* 1981), American-Football-Spieler
- Ann Howard (1924–2007), Klubbesitzerin
- Pinocchio James (1927–?), Rhythm-&-Blues- und Jazzsänger
- Ben Johnston (1926–2019), Komponist, erfand ein eigenes Notationssystem
- Thomas G. Jones (1844–1914), Politiker und der 28. Gouverneur von Alabama
- Rosa King (1939–2000), Funk- und R&B-Musikerin
- Neva Jane Langley, Miss America 1953
- Sidney Lanier (1842–1881), Dichter und Musiker
- Jack McBrayer (* 1973), Schauspieler und Komiker
- Robert McLane (1944–1992), Schauspieler
- Rhett James McLaughlin (* 1977), Comedian, Werbe- bzw. Filmemacher und Musiker
- Marc Mero (* 1960 oder 1963), Profi-Wrestler
- Emmett Miller (1900–1962), Sänger und Entertainer
- Sam Nunn (* 1938), Geschäftsmann und Politiker
- Renaldo O’Neal (* 1961), amerikanisch-österreichischer Basketballspieler und -trainer
- Jim Parker (1934–2005), American-Football-Spieler
- Jerry Pate (* 1953), Profigolfer
- David Perdue (* 1949), Politiker
- Antonio Pettigrew (1967–2010), Leichtathlet, Weltmeister im 400-Meter-Lauf
- Carrie Preston (* 1967), Schauspielerin
- Pinckney Benton Stewart Pinchback (1837–1921), erster afroamerikanischer Gouverneur eines US-Bundesstaates
- Nikki Randall (* 1964), Pornodarstellerin
- Otis Redding (1941–1967), Soul-Musiker
- Little Richard (1932–2020), Rock-’n’-Roll-Musiker
- Leila Ross Wilburn (1885–1967), Architektin
- Lisa Sheridan (1973–2019), Schauspielerin
- Laurence Stallings (1894–1968), Schriftsteller, Drehbuchautor, Journalist und Fotograf
- O‘Showen Williams (* 1997), Basketballspieler
- Blanton C. Winship (1869–1947), Gouverneur von Puerto Rico und Militär-Anwalt

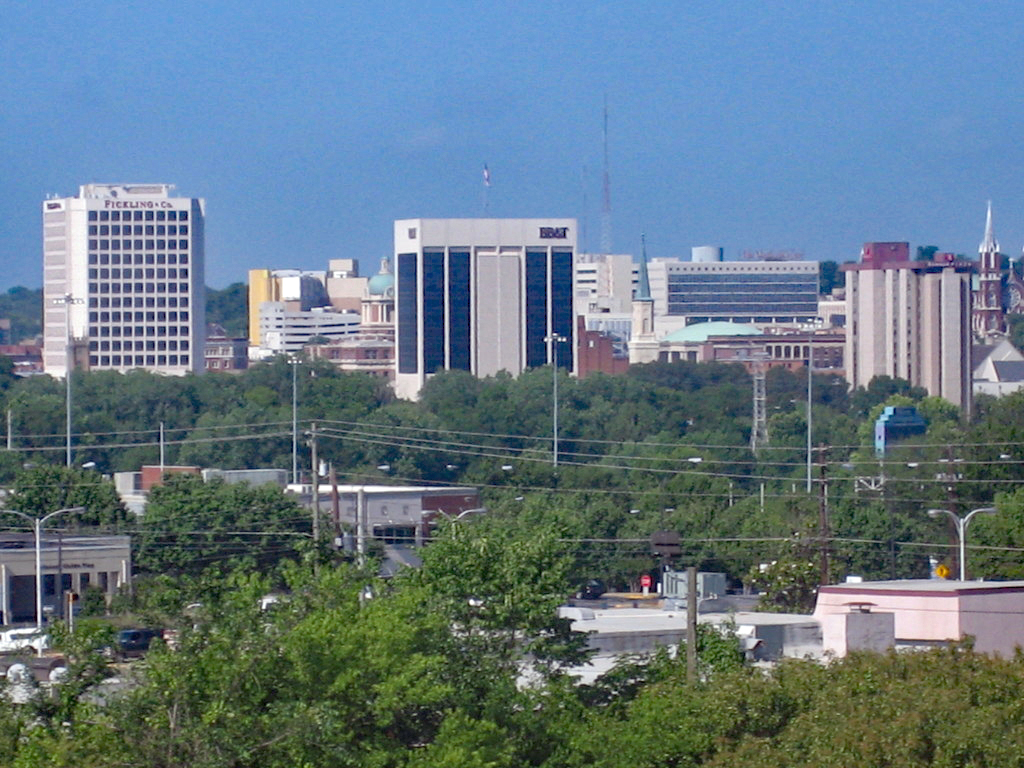
Macon, Stadtzentrum

- Cassie Yates (* 1951), Schauspielerin

## Klimatabelle
|                       | Jan   | Feb   | Mär   | Apr  | Mai  | Jun  | Jul   | Aug  | Sep  | Okt  | Nov  | Dez   |   |         |
| Mittl. Tagesmax. (°C) | 13,7  | 16,0  | 20,8  | 25,4 | 29,2 | 32,3 | 33,3  | 32,8 | 30,2 | 25,5 | 20,4 | 15,7  | ⌀ | 24,6    |
| Mittl. Tagesmin. (°C) | 1,2   | 2,7   | 6,8   | 10,5 | 15,2 | 19,3 | 21,4  | 21,0 | 17,9 | 10,9 | 6,2  | 2,8   | ⌀ | 11,4    |
|                       |       |       |       |      |      |      |       |      |      |      |      |       |   |         |
| Niederschlag (mm)     | 115,8 | 120,4 | 121,7 | 87,9 | 90,7 | 90,9 | 109,2 | 92,2 | 70,6 | 55,4 | 69,3 | 109,5 | Σ | 1.133,6 |
|                       |       |       |       |      |      |      |       |      |      |      |      |       |   |         |
| Regentage (d)         | 8,9   | 8,1   | 9,1   | 6,2  | 7,3  | 7,7  | 9,7   | 8,3  | 5,7  | 4,3  | 5,8  | 7,8   | Σ | 88,9    |

| 1,2 |

| 2,7 |

| 6,8 |

| 10,5 |

| 15,2 |

| 19,3 |

| 21,4 |

| 21,0 |

| 17,9 |

| 10,9 |

| 6,2 |

| 2,8 |

| 1,2 |

| 2,7 |

| 6,8 |

| 10,5 |

| 15,2 |

| 19,3 |

| 21,4 |

| 21,0 |

| 17,9 |

| 10,9 |

| 6,2 |

| 2,8 |